# Грушинська сільська рада (Хорольський район)
Грушинська сільська рада — колишній орган місцевого самоврядування у Хорольському районі Полтавської області з центром у c. Грушине.
Населення — 580 осіб.

## Населені пункти
Сільраді були підпорядковані населені пункти:
- c. Грушине
- с. Бубереве
- с. Кулиничі
- с. Широке